# Endre Kolár
Endre Kolár (ur. 17 lutego 1950 w Budapeszcie, zm. 9 kwietnia 2014 na wyspie Cebu) – węgierski piłkarz występujący na pozycji obrońcy i pomocnika, reprezentant kraju.

## Życiorys
Był juniorem Újpestu, a w 1972 roku został włączony do pierwszej drużyny. W NB I zadebiutował 23 września tegoż roku w wygranym 5:0 spotkaniu z Vörös Meteor Egyetértés SK. Pięciokrotnie wystąpił w reprezentacji, debiutując 21 listopada 1973 roku w przegranym 0:1 towarzyskim meczu z NRD. Pięciokrotnie zdobył z Újpestem mistrzostwo kraju (1973, 1974, 1975, 1978, 1979), a dwukrotnie – Puchar Węgier. Występował również m.in. w ćwierćfinałowych spotkaniach Pucharu Europy (w 1973 roku z Juventusem i w 1974 roku ze Spartakiem Trnawa).. Ogółem rozegrał dla Újpestu ponad 200 spotkań w lidze. W 1982 roku przeniósł się do Finlandii, wiążąc się umową z Valkeakosken Haka. Dwukrotnie zdobył z klubem Puchar Finlandii, ponadto w 1984 roku dotarł do ćwierćfinału Pucharu Zdobywców Pucharów, ulegając Juventusowi. W Hace rozegrał sto spotkań w najwyższej klasie rozgrywkowej. Następnie był zawodnikiem Finnairin Palloilijat i Hangö IK. Karierę zakończył w 1990 roku.

## Statystyki ligowe
| Sezon     | Klub                  | Liga           | Mecze | Gole |
| --------- | --------------------- | -------------- | ----- | ---- |
| 1972/1973 | Újpesti Dózsa SC      | NB I           | 16    | 1    |
| 1973/1974 | Újpesti Dózsa SC      | NB I           | 19    | 0    |
| 1974/1975 | Újpesti Dózsa SC      | NB I           | 25    | 1    |
| 1975/1976 | Újpesti Dózsa SC      | NB I           | 16    | 0    |
| 1976/1977 | Újpesti Dózsa SC      | NB I           | 31    | 2    |
| 1977/1978 | Újpesti Dózsa SC      | NB I           | 19    | 0    |
| 1978/1979 | Újpesti Dózsa SC      | NB I           | 26    | 0    |
| 1979/1980 | Újpesti Dózsa SC      | NB I           | 25    | 1    |
| 1980/1981 | Újpesti Dózsa SC      | NB I           | 24    | 0    |
| 1981/1982 | Újpesti Dózsa SC      | NB I           | 11    | 0    |
| 1982      | Valkeakosken Haka     | Mestaruussarja | 19    | 2    |
| 1983      | Valkeakosken Haka     | Mestaruussarja | 26    | 5    |
| 1984      | Valkeakosken Haka     | Mestaruussarja | 24    | 1    |
| 1985      | Valkeakosken Haka     | Mestaruussarja | 14    | 0    |
| 1986      | Valkeakosken Haka     | Mestaruussarja | 17    | 1    |
| 1987      | Finnairin Palloilijat | I divisioona   | 11    | 0    |
| 1988      | Finnairin Palloilijat | I divisioona   | 7     | 0    |